# Tumba de los genios

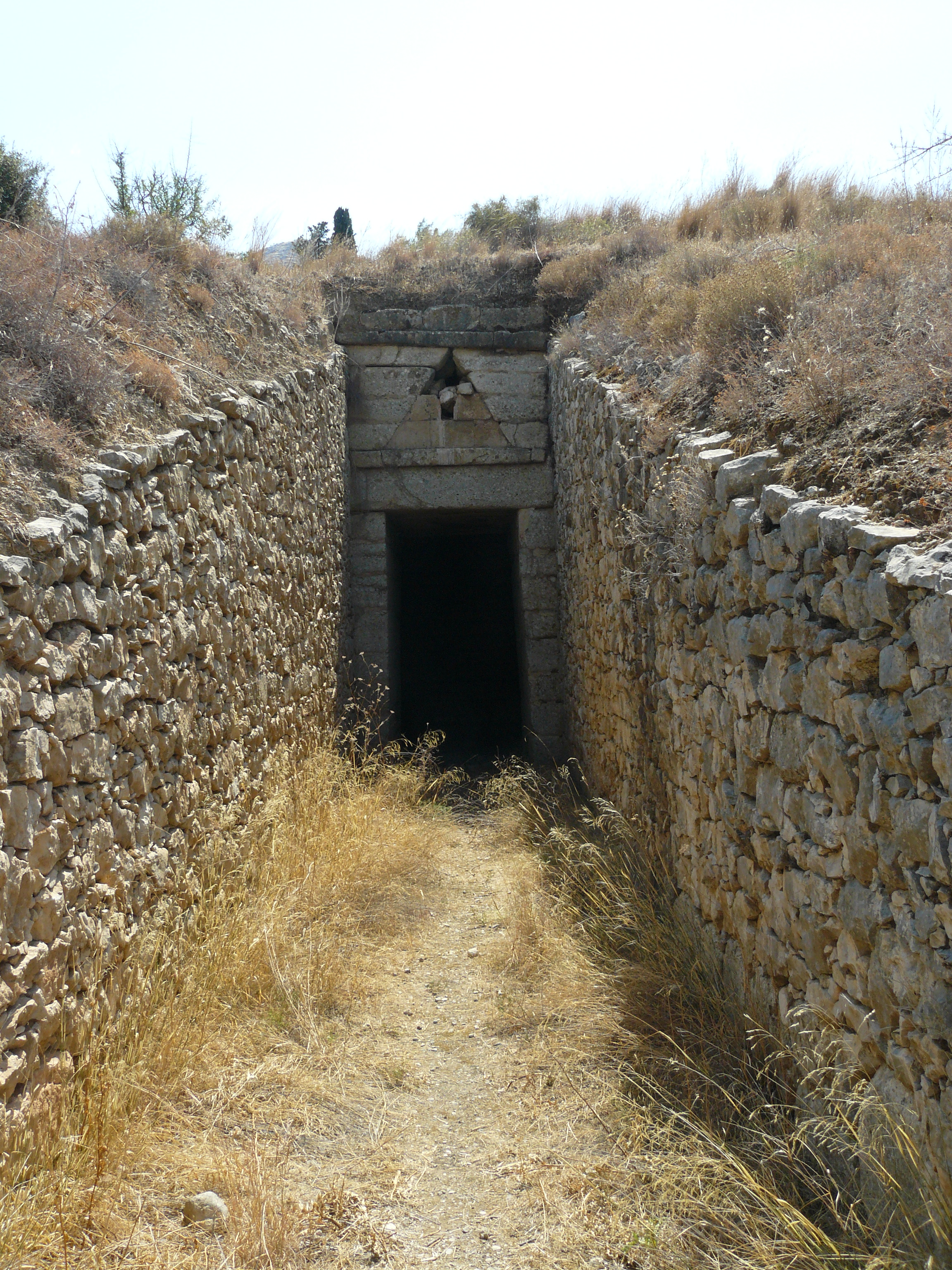
Dromos y entrada de la tumba de los genios.

La tumba de los genios (en griego, τάφο των Δαιμόνων), también llamada tumba de Orestes, es una tumba abovedada del yacimiento arqueológico de Micenas (Grecia) que ha sido datada entre el Heládico Reciente IIB y el Heládico Reciente IIIA (hacia 1400-1250 a. C.) Se encuentra a unos 600 m al oeste de la acrópolis de Micenas. 
La alusión a los genios de su nombre se debe a que en su interior fueron encontradas unas placas donde se representaban unos seres con rasgos híbridos de personas y animales que suelen aparecer en diferentes manifestaciones de arte micénico a los que se suele denominar como genios. Por otra parte, sobre la atribución  del nombre alternativo de Orestes, el mítico hijo de Agamenón de Micenas, hay que decir, sin embargo, que existía la tradición de que este personaje estaba enterrado en Tegea, en la región de Arcadia, y de que posteriormente sus huesos se trasladaron a Esparta.

## Descubrimiento y descripción

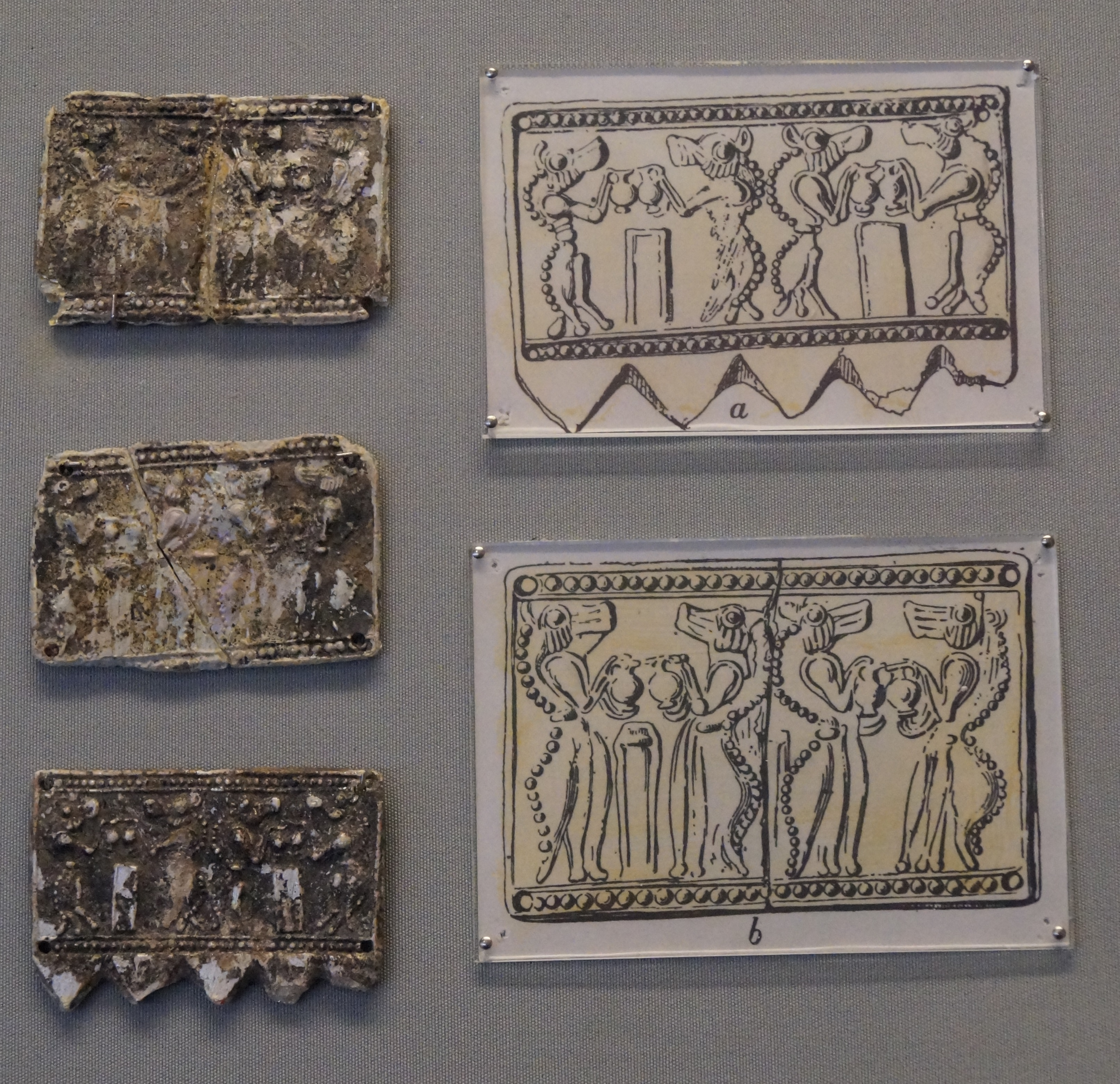
Placas de marfil halladas en la tumba.

El descubrimiento de esta tumba se produjo en 1896 en excavaciones arqueológicas dirigidas por Christos Tsountas.
Consta de un dromos  de 16,60 m de largo y 2,60 m de ancho. En la entrada tiene un triángulo de descarga y destaca el tamaño de su dintel interior. La cámara tiene un diámetro de 8,4 m. Su cúpula se alza a unos 8 m de altura. En el suelo había tres fosas que fueron encontradas vacías. Alguna de sus características la relacionan con la tumba de Atreo y con la tumba de Clitemnestra pero entre las diferencias, además del menor tamaño de la tumba de los genios, se puede advertir que los muros del dromos de esta están formados por piedras de pequeño tamaño sin trabajar.
En los trabajos arqueológicos se encontraron varias placas de pasta de vidrio que muestran a «genios» ofreciendo libaciones. Se ha sugerido que estos genios podrían estar relacionados con divinidades egipcias por su forma de cocodrilo. Estos personajes son similares a los que aparecen en un famoso anillo de oro encontrado en Tirinto. También se encontraron cuentas, rosetas y otros adornos de materiales como oro, pasta de vidrio, bronce, plata, marfil, cornalina, y terracota.